# 加藤友里恵
加藤 友里恵（かとう ゆりえ、1987年1月27日 - ）は、日本の女子トライアスロン選手。2014年ワールドカップ嘉峪関大会で準優勝。